# Downtown Hudson Tubes
De Downtown Hudson Tubes, oorspronkelijke naam Cortlandt Street Tunnel, zijn een tweetal tunnels die onder de Hudson, grens tussen de Amerikaanse staten New Jersey en New York, de verbinding maken voor treinverkeer tussen de steden New York en Jersey City. 
De originele tunnels werden gebouwd tussen 1906 en 1909 en waren in gebruik voor de Hudson & Manhattan Railroad vanaf de opening op 19 juli 1909. De tunnels werden in 1970 gerenoveerd naar aanleiding van de bouw van een nieuw PATH-station. In 1978 werden de tunnels geklasseerd als "Historic Civil Engineering Landmarks" door de American Society of Civil Engineers.
Het oorspronkelijke station in Lower Manhattan was Hudson Terminal, in beheer van de H & M Railroad. De Hudson & Manhattan Railroad groeide en bloeide en beleefde in 1927 een hoogtepunt met 113 miljoen vervoerde passagiers dat jaar. Maar dat aantal daalde daarna snel, met de opening van de Holland Tunnel, de beurskrach van 1929 en de crisis van de jaren 30, en de opening van de George Washington Bridge en Lincoln Tunnel die autoverkeer nog meer faciliteerden. Uiteindelijk belandde de H & M Railroad van in 1954 in een kritieke situatie waarbij de maatschappij opereerde onder bescherming tegen bankroet. Toen de Port Authority of New York and New Jersey plannen had voor de uitbouw van een World Trade Center, verkreeg het de site van de Hudson Terminal, indien het ook de infrastructuur van de Hudson & Manhattan Railroad overnam en de uitbating verderzette en verbeterde. Sinds 1962 noemt de spoorwegmaatschappij dan ook Port Authority Trans-Hudson (PATH). Hudson Terminal werd gesloten in 1971 toen het station onder het World Trade Center geopend werd in de keerlus onder Lower Manhattan tussen de twee Downtown Hudson Tubes. Het station was de terminus voor twee routes: Newark-World Trade Center en Hoboken-World Trade Center. Het station had drie perrons en vijf perronsporen zodat voldoende overstaptijd voorzien kon worden voor de treinen op de verschillende routes. In 1993 diende de plafonds van het station hersteld te worden na de bomaanslag op het World Trade Center op 26 februari 1993 waarbij het station een week volledig gesloten werd. Het station werd volledig vernietigd tijdens de aanslagen op 11 september 2001. Op 23 november 2003 opende een provisoir station dat de dienstverlening door de tunnels onder de Hudson terug mogelijk maakte, de World Trade Center Transportation Hub, ook gekend als Oculus, opende in 2016.
Er is in Manhattan geen verbinding tussen het station en de PATH spoorweg in Lower Manhattan enerzijds en het PATH spoorwegnetwerk tot 33rd Street (rechtstreeks gekoppeld met Penn Station) dat langs de Uptown Hudson Tubes vanuit New Jersey vertrekt anderzijds.